# David Vila i Ros
David Vila i Ros (Sabadell, Vallès Occidental, 1977) és un escriptor català.

## Obra
Narrativa
- Ni ase ni bèstia. La Busca, 2010.[1]
- Verba, non facta. 99 contes intangibles. Voliana Edicions, 2014.[2]
- Roba estesa. Voliana Edicions, 2017.[3]
- Les sabates esblanades. La Llar del Llibre, 2019.[4]

Poesia
- Blens de gasalla. Edicions 7dquatre, 2009.

Llibres d'articles
- De tot i força. Un recull d'opinions. Autoeditat, 2007.
- La CAL opina. Llengua i cultura vers la normalitat. CAL, 2008.

Assaig
- Català a la carta. Tria la teva aventura lingüística. Setzevents, 2012.[5]
- I si parlem amb el veí del segon? La independència explicada als indecisos. Il·lustracions de Toni Il·lustració. La Puigvertina, 2013.
- I si parlem català? Tallers per la Llengua, 2016.[6]
- Ciutat de paraules. Els sabadellenquismes fil per randa. Mercurial Indigo, 2017.[7]
- I si expliquem un conte? Micromostra de microcontes per a totes les edats. Hi Som, 2018.[8]

Àlbum il·lustrat
- El Monstre Joan. Mercurial Indigo, 2017.[9]